# Ciclopropà
El ciclopropà és el compost alicíclic més senzill és una molècula cicloalcà amb la fórmula molecular C₃H₆, que consta de tres àtoms de carboni enllaçades formant un anell on cada carboni porta dos àtoms d'hidrogen. El ciclopropà i el propè tenen la mateixa fórmula empírica però tenen estructures diferents, fent d'ells isòmers estructurals.
El ciclopropà és anestèsic quan s'inhala, però en la moderna pràctica anestèsica s'ha substituït per altres productes degut a la seva extrema reactivitat sota condicions normals: quan aquest gas es mescla amb oxigen hi ha perill significatiu d'explosió.

## Història
El ciclopropà va ser descobert l'any 1881 per August Freund, qui també proposà la seva estructura correctament, el va aconseguir mitjançant la reacció de Wurtz.
El rendiment es pot millorar usant zinc en lloc de sodi. El ciclopropà no va tenir aplicació comercial fins que Henderson i Lucas descobriren que era un anestèsic el 1929; Des de 1936 es fabrica industrialment.

## Ciclopropans
Els Ciclopropans són una classe de compostos orgànics que contenen un anell de ciclopropà, en el qual un o més àtoms d'hidrogen són substituïts per altres grups. Aquest compostos es troben en biomolècules i moltes substàncies sintètiques. Per exemple en les piretrines que es troben en les plantes del gènere Pyrethrum.

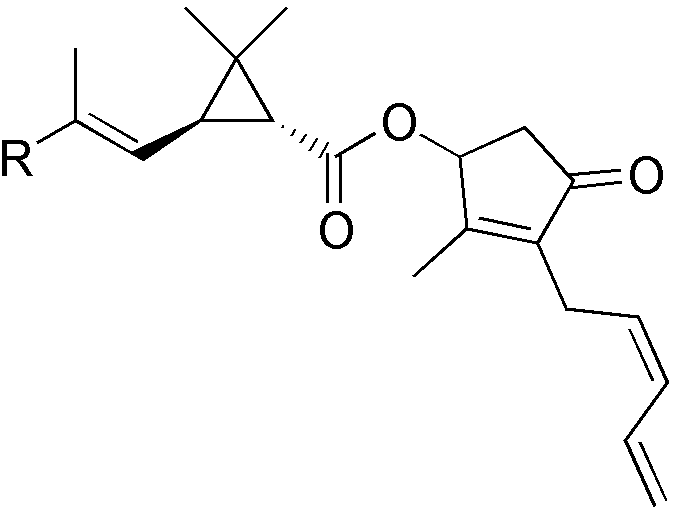
Estructura de l'insecticida natural piretrina I, R = CH₃ i piretrina II, R = CO₂CH₃.

### Síntesi orgànica

#### Reacció de Simmons-Smith
La reacció de Simmons-Smith permet la formació de ciclopropans per addició d'un carbenoide a un alquè.